# Liz Mitchell
Liz Mitchell (registrada al nacer como Elizabeth Rebecca Mitchell; Clarendon, Jamaica; 12 de julio de 1952) es una cantante jamaicana, más conocida por ser la ex cantante del grupo de música disco de la década de 1970, Boney M.

## Primeros años
En 1963, a la edad de once años, Mitchell y su familia emigraron a Londres, Inglaterra. A finales de la década, audicionó para Hair y con el tiempo se trasladó a Berlín para unirse al elenco alemán, donde reemplazó a Donna Summer. Después de Hair, Mitchell se unió a Les Humphries Singers durante unos años, donde tuvo una relación con Malcolm Magaron. 
Los dos dejaron el grupo para formar Locks Malcolm, en el que lanzaron el álbum Rocks Caribe en 1974, lo que les permitió alcanzar un éxito moderado. Cuando Mitchell se vio en un estancamiento de su carrera artística, regresó con sus padres en Inglaterra.

## Boney M.

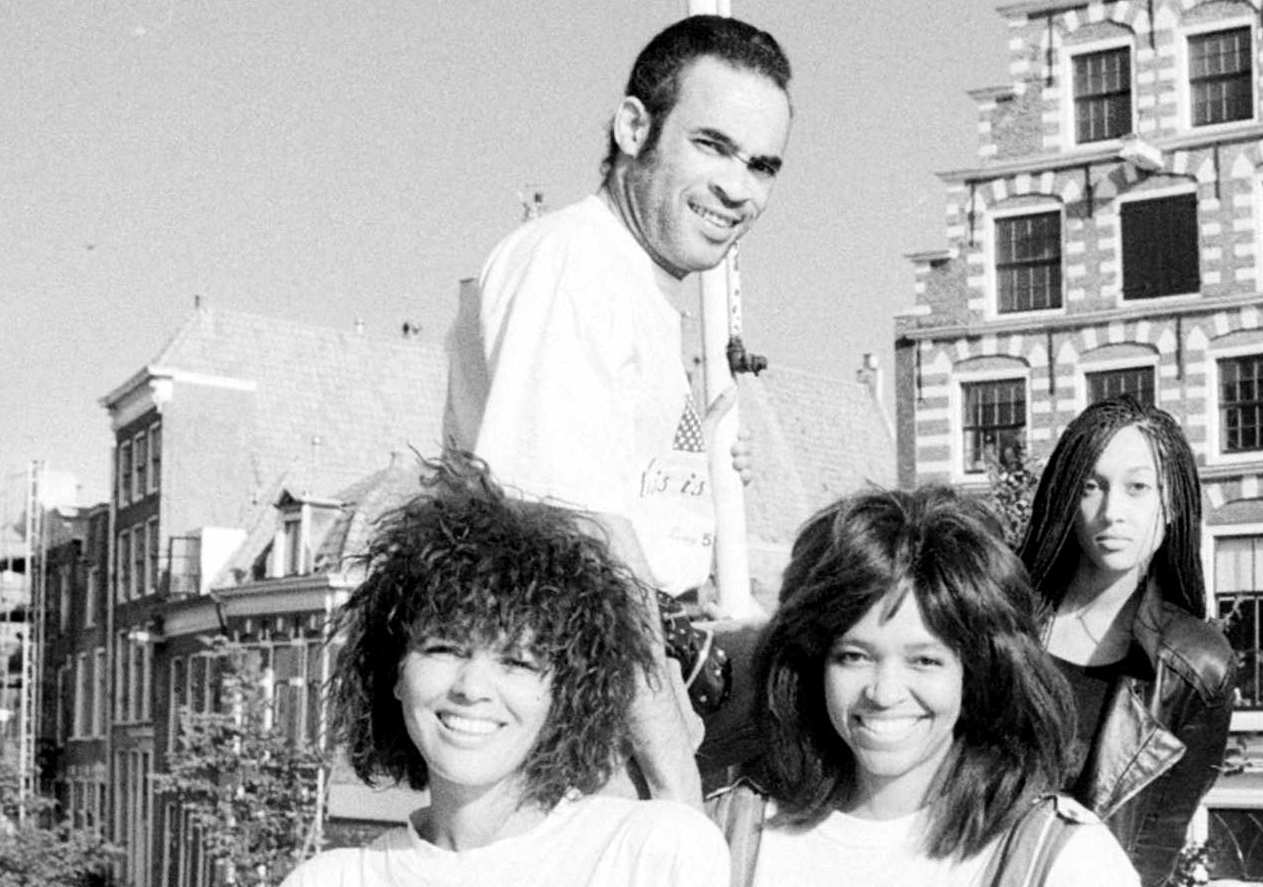
Boney M en Haarlem, 1991

Su compatriota jamaiquina Marcia Barrett, en 1975, convenció a Mitchell de que volviera a Alemania para unirse a un nuevo grupo que se reunió con el productor Frank Farian, que sería conocido como Boney M. Aunque el propósito inicial del grupo era la sincronización de labios para la televisión y actuaciones en discotecas de la canción de Farian "Baby Do You Wanna Bump", Boney M. pronto se convirtió en un grupo de grabación legítima con Mitchell, Barrett, y el productor Farian como núcleo vocal. Mitchell llegó a ser ampliamente considerada como vocalista principal de Boney M. Farian indicó más adelante que "Todos los miembros (de Boney M.) podrían ser reemplazados, excepto Liz". La partida de Bobby Farrell, a finales de 1981, demostró que esto no era del todo cierto.
Aunque Boney M. fue, en gran parte, un vehículo de Farian para su propia composición, Mitchell se acredita como co-compositora de la canción Boney M., "African Moon", que apareció en su álbum, Boonoonoonoos (1981). A pesar de que no contribuyó de manera significativa como compositora, la voz de Mitchell es ampliamente considerada como la parte más distintiva del sonido de Boney M.
Boney M. se disolvería en 1986, Farian perdió interés en el proyecto.

## Después de Boney M.
Después de que el grupo se separó, poco después de su 10º aniversario en 1986, Farrell convenció a Mitchell, Maizie Williams y una suplente de Marcia Barrett para rehacer el grupo, con miras a una una gira en 1987. También, se arregló un contrato de grabación para el grupo. Cuando Farrell y la cantante suplente no se presentaron para los ensayos, Mitchell y Williams reclutaron a la cantante Celena Duncan y la bailarina Curt Dee Daran para la gira. Dado que Williams nunca había cantado en las grabaciones de Boney M., Mitchell terminó por su cuenta la grabación del álbum programado.
Sin embargo, resultó difícil para Mitchell encontrar una compañía discográfica para lanzar el álbum, titulado "No One Will Force You". Fue lanzado en España en el otoño de 1988, con el apoyo de los sencillos "Mandela" (una nueva versión del éxito de Boney M. de 1979, El Lute) y "Niños De La Playa" (Children of the Beach). Este último, también fue lanzado por Mega Records en Escandinavia, donde el grupo hizo una gira en octubre. En este punto, Williams había sido reemplazada por Carol Grey.
Al mismo tiempo, Simon Napier-Bell había producido un álbum de remezcla de grandes éxitos de Boney M. y quería que la formación original para promocionarlo. Mitchell aceptó a regañadientes la oferta y Boney M. aparecieron de nuevo juntos en la televisión alemana, a pesar de que la nueva alineación de Mitchell aún tenía conciertos.
El éxito del álbum de remezcla llevó a Mitchell a cantar su álbum para ser publicado en francés y neerlandés en 1989, y debido a las diferencias personales dentro del grupo, finalmente decidió centrarse en su carrera como solista. A pesar de que Madeleine Davis tomó su lugar en el grupo, Farian finalmente llamó de nuevo a Mitchell para un segundo álbum de remezclas a finales de 1989 y también tuvo su parte frontal en la nueva formación de Boney M. para el sencillo "Stories", como contrarrespuesta al sencillo extraoficial de Boney M., "Everybody Wants to Dance Like Josephine Baker", grabada por los otros tres con Madeleine Davis, sin la aprobación de Farian.
En noviembre de 1999, Mitchell finalmente lanzó su álbum "Share the World", que había tardado tres años en completarse. En noviembre de 2000, lanzó el álbum navideño "Christmas Rose", que en parte contaba con nuevo material, incluyendo la pista titulada "Lord's Prayer" y "I Wanna Go to Heaven" coescrita por ella misma, en parte re-grabaciones de "Christmas Album", de Boney M.
Mitchell, ahora cristiana, siguió el camino de inspiración en "Let It Be", su cuarto disco en solitario, publicado en noviembre de 2004. Pocos meses después, el álbum Liz Mitchell "Sings the Hits of Boney M.", registrados en Praga, respaldados por una orquesta sinfónica checa, fue publicado. Una canción grabada en 2006, llamada "A Moment Of Love", se puede encontrar en el álbum recopilatorio, "The Magic of Boney M".
Ella sigue de gira, considerado como Boney M. con Liz Mitchell. Sus conciertos más recientes han sido en:
- Zagreb en Croacia el 5 de enero de 2009.
- Kherson en Ucrania el 27 may 2009.
- Kieler Woche en Alemania el 19 de junio de 2009.
- Qaqortoq en Groenlandia en 30 de octubre de 2009.

## Discografía
Álbumes
- No One Will Force You (Nadie te va a forzar) (1988, reeditado 1989 y 1993)
- Share the World (Comparte el Mundo) (1999)
- Christmas Rose (2000)
- Let It Be (2004)
- Liz Mitchell Sings the Hits of Boney M. (2005)

Singles 7"
- "Hay un hombre en mi mente" / "perfecta" (Hansa 11 327 AT, Alemania 1977)
- "Hay un hombre en mi mente" fue tomado de Boney M. 's 1976 álbum tomar el calor fuera de mí . "Perfecto" fue un demo 1974 con Malcolm Magaron (a pesar de la etiqueta Farian acreditación como productor).
- "Mandela" / "La gente Reggae" (Horus 50,067, España 1988)
- "Niños de la Playa" / "El tiempo es un río" (Horus 50,080, España 1988 Records / Mega MRCS 2354, Escandinavia 1988)
- "Mandela" / "Gente" (Reggae Dureco 11 008 77, Holanda 1989)
- "Marinero" / "Love Is Bleeding" (Dureco 11 912 07 Holanda 1989 / Trema 410 478 PM 102, Francia 1989)
- "Mocking Bird" / "Fiebre Tropical" (Hansa 114 123-100, Alemania 1991)

CD Singles
- "Mocking Bird" (Radio Version) 3:45 / "Fiebre Tropical" 3:55 / "Mocking Bird" (Club Mix) 5:25 (Hansa 664 123-211, Alemania 1991)
- "Reggae People" 3:09 / "Mandela" 4:42 (CMC 4938-SCD, Dinamarca 1993)
- "Sunshine" (Radio Mix) (4:36) / (Club Mix) (5:50) / (Extended Mix) (5:14) / (Extended Club Mix) (5:19) (Dove House DHR CD 0003 , 1999)
- "Christmas Rose" (3:53) / 2. "Oración del Señor" (3:53) (Dove House DHR 0004 CD, 1999)
- "Let It Be" (4:08) / "Tú eres excelente" (3:50) (Dove House DHR 0009 CD, 2004)
- "Mi vida está en tus manos" (5:04) / "I Want To Go To Heaven" (4:08) / "Share the World" (Remix) (4:26) / "When A Child Is Born" ( 3:40) / "Abuela Song" (4:27) (Dove House DHR 0012 CD, 2006)